# 阿爾瓦羅·雷科巴
阿尔瓦罗·雷科巴（Álvaro Recoba，1976年3月17日—），他出生在蒙特維多，是烏拉圭足球運動員，司職前鋒名進攻中場，曾於意甲勁旅國際米蘭效力長達12年.
雷科巴的相貌极具东亚人特征，因此被球迷称为“El Chino”。

## 足球生涯
出生在烏拉圭的蒙特維多，列高巴在當地一家球會达努比奥(Danubio)展開其球員生涯，1996年轉投國內老牌勁旅國民隊（Club Nacional de Football）。
列高巴早於1997年已到歐洲的意大利加盟意甲球會國際米蘭。第一場替國際米蘭上陣的賽事乃於1997年8月31日對布雷西亞上陣20分鐘入2球，協助璫隊以2－1勝出。由於他加盟時國際米蘭剛收購了當年世界足球先生的朗拿度，列高巴未能成為正選，更於1999年初被外借到同國球會威尼斯半年。
由於在威尼斯期間有出色表現，球季結束後獲國際米蘭收回，當時因朗拿度正在養傷，遲遲未能復出，列高巴開始受到球會重用，成為國際米蘭正選左翼，至今已代表國米上陣接近200場，其高速推進和弧形罰球，成為其殺著。他於2001年1月獲延長合約至2006年6月30日。惟獲重用期間列高巴被指使用假護照，結果要罰停賽一年，後來上訴後只減刑四個月。
近年隨著傷患不斷和年紀漸大，列高巴已無復當年勇，上陣次數愈來愈少，2007-08年度球季更被外借到另一支意甲球會的拖連奴。2008年，再被外借到希臘球會彭尼奧尼奧斯。
2009年，列高巴結束12年國際米蘭生涯，重返烏拉圭母會达努比奥效力。

## 國家隊
列高巴早於1995年，年僅十九歲已代表國家隊出賽，合共上陣69場，射入14個國際賽入球，由於國家隊的實力所限，列高巴只曾於2002年世界杯決賽周亮相，惟國家隊在分組賽兩和一負出局。原本2006年世界杯外圍賽也有機會出線，當時烏拉圭於南美洲外圍賽取得了第五名成績，可惜在與澳洲進行附加賽時不幸遭到淘汰，結果也就又一次缺席該屆世界杯。
除了世界盃外，列高巴也曾出席過2007年美洲國家杯。

## 外部連結
- 列高巴網站 （页面存档备份，存于）
- FootballDatabase：簡介及統計 （页面存档备份，存于）